# Asuridia carnipicta
Asuridia carnipicta är en fjärilsart som beskrevs av Butler 1877. Asuridia carnipicta ingår i släktet Asuridia och familjen björnspinnare. Inga underarter finns listade i Catalogue of Life.